# Kadi Burhan al-Din
Qāżi Aḥmad Borhān al-Din ((in turco Kadı Burhâneddin; 8 gennaio 1345 – c. 1398) fu un visir turco Oghuz per i sovrani Eretnidi dell'Anatolia.
Nel 1381 conquistò le terre degli Eretnidi e rivendicò per sé il titolo di sultano. Viene spesso indicato con il titolo Qadi, un nome per i giudici islamici, che era stato il suo primo incarico.

## Origine e inizio carriera
Nacque l'8 gennaio 1345 a Kayseri. Suo padre, Muhammad Shams al-Din, come suo nonno e bisnonno, era un kadi, discendente della tribù turca Oghuz di Salur. Suo padre gli diede la sua prima educazione, che trascorse in Egitto, Damasco e Aleppo. Quando tornò nella sua città natale nel 1364/65, un anno dopo la morte del padre, il sovrano locale, l'eretnide Giyath al-Din Muhammad, stimò così tanto la sua educazione e il suo carattere che diede al giovane non solo l'ufficio di kadi, ma anche la mano di sua figlia.
Nonostante questo favore insolito, Burhan al-Din partecipò segretamente alla ribellione dei magnati locali (bey) in cui Giyath al-Din fu ucciso nel 1365. I successori di quest'ultimo erano incompetenti e Burhan al-Din si elevò ulteriormente agli incarichi di visir e atabeg, prima di proclamarsi sultano sovrano dei domini degli Eretnidi nel 1381/82, stabilendo la sua residenza a Sivas.

## Regno
Il sultanato eretnide che aveva ereditato, aveva una numerosa popolazione turkmena e mongola ma comprendeva anche molti dei centri urbani più antichi e consolidati del Sultanato di Rum e dell'Anatolia ilkhanide. Il sultanato rassomigliava maggiormente a questi Stati più antichi rispetto ai beilicati, allora in ascesa in altre parti dell'Anatolia.
I diciotto anni di governo dei Kadi non furono pacifici, essendo caratterizzati da ribellioni interne e conflitti con i potenti vicini, inclusi i karamanidi e l'emergente Impero ottomano. Sfidò i turkmeni karamanidi e il beilicato di Erzincan e due volte combatté contro Kötürüm Bayezid, il bey dei Jandaridi di Kastamonu.
Nel 1387 fu sconfitto dai mamelucchi d'Egitto, ma si alleò presto con loro contro gli Ak Koyunlu, per poi allearsi con questi ultimi contro le ribellioni dei bey di Amasya ed Erzincan. Il sultano ottomano Bayezid I, accompagnato dal suo vassallo, l'imperatore bizantino Manuele II Paleologo, lanciò una campagna contro Burhan al-Din nel 1391, ma fu sconfitto nella battaglia di Kırkdilim.
Quando ordinò l'esecuzione del governatore ribelle di Kayseri, lo shaykh Mu'ayyad, il sovrano Ak Koyunlu Qara Osman si rivoltò contro di lui. Il Kadi fu sconfitto, catturato e giustiziato da Qara Osman. Alcune fonti danno la data di luglio/agosto 1398, sebbene altre fonti divergano sul sito e sulla data esatta. La sua türbe (tomba) a Sivas non presenta una data. Anche suo figlio Muhammad (morto nel 1391) e sua figlia Habiba Seljuk-Khatun (morta nel 1446/7) furono sepolti lì.
Gli succedette suo figlio Zayn al-'Abidin, che governò per un breve periodo tra il 1398 e il 1399.

## Poesia
Era un poeta eccezionale, che scriveva in turco e persiano. Svolse un ruolo significativo nello sviluppo della poesia azera. Il suo diwan comprende 1.500 ghazal, 119 tuyugh e alcuni distici. Secondo J. Rypka, era "un poeta di amore profano; le note mistiche sono suonate più raramente nel suo lavoro". Nonostante la sua abilità, era relativamente sconosciuto e il suo lavoro ebbe poca influenza sulla successiva poesia azera o ottomana.
Compose anche due opere giuridiche in arabo, il Tarjīh al-tawḍīḥ nel maggio 1397, e l'Iksīr al-saʿādāt fī asrār al-ʿibādāt, che è rimasto in uso fino ai giorni nostri.

## Biografia
'Aziz ibn Ardashir Astarbadi, un compagno di Kadi Burhan al-Din, scrisse una storia in lingua persiana del suo governo chiamata Bazm-u Razm, che fu curata da M.F. Köprülüzade nel 1928. Un'analisi e un commento sono stati forniti da H.H. Giesecke, Das Werk des 'Azīz ibn Ardašīr Astarābādi (Lipsia, 1940).